# المخلف (ذي السفال)

تعديل مصدري - تعديل

المخلف هي إحدى قرى عزلة الصفة بمديرية ذي السفال التابعة لمحافظة إب، بلغ تعداد سكانها 383 نسمة حسب تعداد اليمن لعام 2004.